# Mercedes-Benz W143
Mercedes-Benz Typ 230 n — был представлен компанией Mercedes-Benz в 1937 году как преемник Typ 230 (W 21). Это была одна из нескольких моделей, которые на протяжении почти восьми десятилетий продавались под названием Mercedes-Benz 230, и поэтому в ретроспективе её более обычно называют в соответствии с её внутренним заводским обозначением как Mercedes-Benz W143.